# Nicole Gordon
Nicole Gordon (* 17. März 1976 in Lower Hutt) ist eine neuseeländische Badmintonspielerin. Rebecca Bellingham ist ihre Schwester. Sie ist jedoch nicht verwandt mit dem neuseeländischen Badmintonspieler John Gordon.

## Karriere
Nicole Gordon belegte 2002 bei den Commonwealth Games Platz zwei im Damendoppel mit Sara Runesten-Petersen. 2005 wurden beide ebenfalls Zweite bei den New Zealand Open. Ein Jahr später siegten sie bei den Ozeanienmeisterschaften.

## Sportliche Erfolge
| Saison | Veranstaltung          | Disziplin       | Platz | Name                                   |
| ------ | ---------------------- | --------------- | ----- | -------------------------------------- |
| 2000   | Auckland International | Damendoppel     | 3     | Nicole Gordon / Rebecca Gordon         |
| 2001   | Auckland International | Damendoppel     | 3     | Nicole Gordon / Rebecca Gordon         |
| 2002   | Commonwealth Games     | Damendoppel     | 2     | Nicole Gordon / Sara Runesten-Petersen |
| 2002   | Commonwealth Games     | Gemischtes Team | 3     | Neuseeland                             |
| 2002   | Auckland International | Dameneinzel     | 1     | Nicole Gordon                          |
| 2002   | Auckland International | Damendoppel     | 2     | Sara Runesten-Petersen / Nicole Gordon |
| 2004   | Auckland International | Damendoppel     | 2     | Nicole Gordon / Xu Li                  |
| 2005   | New Zealand Open       | Damendoppel     | 2     | Nicole Gordon / Sara Runesten-Petersen |
| 2006   | Ozeanienmeisterschaft  | Damendoppel     | 1     | Sara Runesten-Petersen / Nicole Gordon |